# Yoko Sugi
Yōko Sugi (杉葉子, Sugi Yōko, 8 de outubro de 1928 – 15 de maio de 2019) foi uma atriz japonesa ativa, principalmente, na década de 1950, onde apareceu em muitos dos filmes dos diretores Mikio Naruse, Kinuyo Tanaka e Tadashi Imai.

## Biografia
Sugi nasceu em 28 de outubro de 1928 no que hoje é hoje o bairro de Bunkyō, na capital Tóquio. Em 1945 ela se formou em uma escola de ensino médio japonesa localizada em Xangai.
Depois de retornar ao Japão em 1947, Sugi participou da campanha "New Face" do estúdio Toho e recebeu um contrato da companhia. Ela estreou em Aoi sanmyaku de Tadashi Imai, de 1949, e atuou em vários outros filmes sobre amadurecimento de personagens. Ela apareceu repetidamente em filmes de Mikio Naruse, como Meshi, Fufu (o único papel principal de Sugi em um filme de Naruse, substituindo um papel destinado a Setsuko Hara) e Yama no Oto, e em Chibusa yo eien nare e Tsuki wa noborinu, da direotra Kinuyo Tanaka.
Em 1962, Sugi casou-se com um americano, já aposentada da indústria do entretenimento, mudou-se para os Estados Unidos onde trabalhou no New Otani Hotel, em Los Angeles. Voltando ocasionalmente ao Japão, ela apareceu em filmes como Kōkotsu no hito, de Shirō Toyoda. Ela serviu como Enviada Cultural do Japão aos Estados Unidos pela Agência para Assuntos Culturais em 2005.
Sugi voltou para o Japão em 2017. Ela morreu em 15 de maio de 2019 de câncer de cólon em Tóquio.

## Filmografia (selecionada)

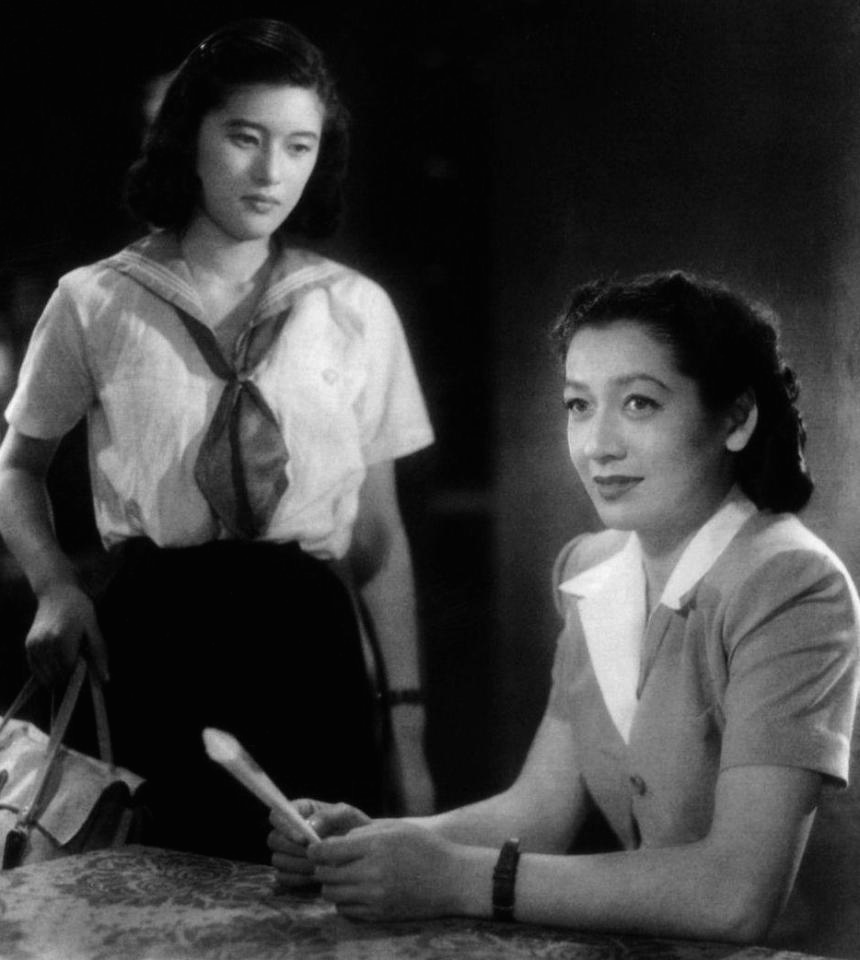
Sugi (esquerda) e Setusko Hara no filme Aoi Sanmyaku (1949)

- Aoi sanmyaku (1949)
- Ishinaka sensei gyōjōki (1950)
- Meshi (1951)
- Tokyo no koibito (1952)
- Fufu (1953)
- Yama no Oto (1954)
- Onna no Koyomi (1954)
- Chibusa yo eien nare (1955)
- Tsuki wa noborinu (1955)
- Tsuma no kokoro (1956)
- Waga mune ni niji wa kiezu (1957)
- Kōkotsu no hito (1973)
- Picture Bride (1994)